# This Is Me (pesem, Camp Rock)
"This Is Me" je pesem, ki so jo napisali Julie Brown, Paul Brown, Regina Hicks in Karen Gist. Je četrti singl z Camp Rock, televizijskega filma iz kanala Disney Channel. Na iTunesu je soundtrack digitalno izšel 17. junija 2008. Verzija v živo je bila predvajana tudi na 3D koncertnem filmu Jonas Brothers: The 3D Concert Experience.

## Informacije o pesmi
To je prva pesem lika Demi Lovato, Mitchie Torres, v filmu Camp Rock, ki jo je zapela skupaj z likom Joeja Jonasa, Shaneom Grayjem. Mitchie je pesem napisala že na začetku filma, kasneje pa jo je ob petju (v akustični verziji ob spremljavi klavirja) slišal, vendar ne tudi videl, Shane Gray, ki je od tistega trenutka dalje iskal dekle z osupljivim glasom. Po tem, ko je večina nastopajočih na prireditvi "Final Jam" že nastopila, je Mitchie zapela pesem (originalna verzija), kasneje pa se ji je pridružil še Shane, ki je zapel del svoje pesmi z naslovom Gotta Find You. Obe pesmi sta bili skombinirani skupaj v eno za verzijo na CD-ju.
Demi Lovato je posnela tudi verzijo v španščini, imenovano Lo Que Soy. Pesem so izvedli v akustični verziji, izšla pa je na glasbenemu albumu "Don't Forget". Videospot je prikazoval Demi Lovato, kako poje in igra klavir.

## Dosežki
| Lestvica (2008)                        | Mesto |
| -------------------------------------- | ----- |
| ARIA Singles Chart (Avstralija)        | 46    |
| Austrian Singles Chart (Avstrija)      | 18    |
| Hot 100 (Kanada)                       | 16    |
| German Singles Chart (Nemčija)         | 36    |
| Irish Singles Chart (Irska)            | 27    |
| FIMI (Italija)                         | 28    |
| Norwegian Singles Chart (Norveška)     | 03    |
| Swiss Singles Chart (Švica)            | 24    |
| UK Singles Chart (Združeno kraljestvo) | 33    |
| U.S. Billboard Hot 100 (ZDA)           | 9     |
| U.S. Billboard Pop 100 (ZDA)           | 1     |

## Lo Que Soy
"Lo Que Soy" je španska verzija pesmi "This Is Me", soundtracka iz filma Camp Rock. Pesem "Lo Que Soy" je bila vključena tudi v glasbeni album Don't Forget. Pesem naj bi vključevala tudi del "Gotta Find You", ampak Joe Jonas ni izrazil želje, da bi sodeloval tudi pri tem singlu.
Videospot za pesem je vključeval Demi Lovato, kako poje in igra na klavir. V videospotu se pojavijo tudi scene iz filma Camp Rock.
Videospot je izšel na kanalu Disney Channel in sicer v Španiji, Portugalski in še nekaj drugih državah Južne Amerike. Režiral ga je Edgar Romero.

## Ostale izvedbe
- Disney Girlz Rock, Vol. 2: nastopajo z akustično verzijo skupaj z Demi Lovato.
- Jonas Brothers: The 3D Concert Experience: soundtrack nastopajo v živo skupaj z Demi Lovato in skupino Jonas Brothers.
- Disney Channel Playlist: originalna verzija, s katero nastopali tudi na albumu, izšla pa je 9. junija 2009.
- Singl Holly Hull: Holly Hull je posnela verzijo pesmi kot nagrado za prejetje My Camp Rock, serije na kanalu Disney Channel UK. Posneli so tudi videospot.
- Camp Rock v francoščini: francoska verzija pesmi, ki jo je zapela Sheryne in jo preimenovala v "Etre moi". Posneli so tudi videospot.
- Lucie Jones iz tekmovanja The X Factor je s pesmijo nastopala v 5. tednu 7. novembra 2009.[5]